# Swatch-Internetzeit

Logo der Swatch-Internetzeit

Die Swatch-Internetzeit (auch Swatch Internet Time oder Biel Mean Time (BMT)) ist eine vom Uhrenhersteller Swatch vorgeschlagene und in einigen eigenen Produkten vermarktete Dezimalzeit. Sie wurde am 23. Oktober 1998 von Swatch und Nicholas Negroponte ins Leben gerufen, hat sich allerdings nicht durchgesetzt. Durch die starke Bindung an den Hersteller Swatch wurde der Vorschlag als Werbemaßnahme und nicht als ernstzunehmendes technisches Konzept betrachtet. Swatch äußerte zuletzt 2014 noch Hoffnung und nannte die Internetzeit einen quiet ghost (schlafenden Geist). Einige Swatch-Uhren beherrschen noch die Anzeige dieser Zeit als Zusatzfunktion. 
Die Swatch-Internetzeit darf nicht verwechselt werden mit der koordinierten Weltzeit (UTC) oder dem Network Time Protocol, über das im Internet die Computer-Uhren gestellt werden.

## Aufbau
Anstatt den Tag wie beim babylonischen System in 24 Stunden zu 60 Minuten zu 60 Sekunden zu unterteilen, wird er in 1000 sogenannte Beats eingeteilt. Ein solcher Beat ist damit 1 Minute und 26,4 Sekunden lang, zur weiteren Unterteilung kann man auch Nachkommawerte angeben. Notiert wird die Zeit durch ein At-Zeichen (@) und den Wert.
Die dezimale Einteilung erinnert an die Zeiteinteilung, welche zur Französischen Revolution eingeführt wurde, sich jedoch nicht durchsetzen konnte: Eine Minute in dieser Zeiteinteilung entspricht genau einem Beat.
Ein wesentliches Merkmal der Swatch-Internetzeit ist das Fehlen von Zeitzonen. Wenn es @417 in Berlin ist, ist es auch in Chicago und Tokio @417. @0 ist gleichbedeutend mit 0 Uhr mitteleuropäischer Zeit – die Zeitzone von Biel, dem Sitz von Swatch. Diese nennt die Internetzeit auch Biel Mean Time (BMT); dieser Sprachgebrauch ist ungenau, da man nach astronomischer Terminologie bei diesem Begriff – analog etwa zu Greenwich Mean Time – die mittlere Ortszeit in Biel erwarten würde, die gegenüber der MEZ um etwa 31 Minuten verzögert ist. Die Sommerzeit wird bei der Swatch-Internetzeit nicht berücksichtigt.

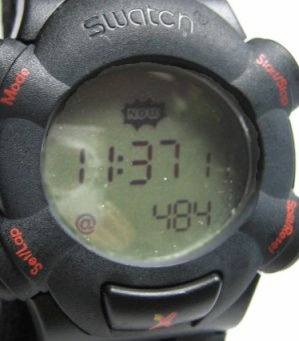
Eine Swatch-Uhr: 11:37 Uhr MEZ entsprechen 484 Beats

## Vor- und Nachteile
Die weltweite Allgemeingültigkeit der Zeitangabe wurde von Swatch als Vorteil angepriesen. Durch die fortschreitende Internationalisierung und insbesondere das Aufkommen von Videokonferenzen und Chats mit Teilnehmern auf der ganzen Welt würden die Nachteile der unterschiedlichen Zeitzonen bei Terminabsprachen immer deutlicher, zumal die Zeitzonen auch die Datumsangabe betreffen. So ist es um 16 Uhr des 31. Oktobers in Chicago bereits 6 Uhr des 1. Novembers in Tokio. Eine zusätzliche Schwierigkeit entsteht dadurch, dass die Zeitzonen sich nicht nur um ganze Stunden unterscheiden, sondern teilweise auch um halbe oder gar Viertelstunden. Die UTC ist jedoch bereits die Standardzeit im Internet. Technische Zeitangaben, etwa im Header einer E-Mail, enthalten die Zeitzone. Zeiten, etwa für Termine, werden jedem Teilnehmer in seiner lokalen Uhrzeit und dem lokalen Datum angezeigt. Ein praktischer Vorteil der Swatch-Internetzeit war daher nicht ersichtlich.
Aufgrund des Dezimalsystems der Swatch-Internetzeit lassen sich Zeiten besonders einfach addieren. Da ein Tag in 1000 Beats unterteilt ist, ist es zudem offensichtlich, dass 5500 Beats fünfeinhalb Tagen entsprechen. Von 132 Stunden auf denselben Zeitraum zu schließen, fällt hingegen nicht so leicht. Gleichzeitig ist aber die Umrechnung in die Sekunde erschwert, die SI-Basiseinheit für die Zeit, von der zahlreiche andere Einheiten wie Geschwindigkeit oder Frequenz abgeleitet sind.
Auch weitere Nachteile nimmt die Swatch-Internetzeit in Kauf. Um widerspruchsfreie Zeitangaben zu ermöglichen, wurde der Datumswechsel weltweit auf @0 gelegt. Befindet man sich nicht in der mitteleuropäischen Zeitzone, liegt dieser Zeitpunkt je nach Standort nicht in der Nacht – in New York beispielsweise um 18 Uhr der üblichen Zeitrechnung, was nicht intuitiv ist. Auch würde durch die Festlegung auf die mitteleuropäische Zeit als Referenzzeit ein weiterer Null-Meridian neben dem der koordinierten Weltzeit (UTC) eingeführt.

## Rezeption
Der Historiker Thomas Vogtherr sah in seinem Werk Zeitrechnung (2001, 2. Auflage 2006) nur geringe Erfolgsaussichten für die Swatch-Internetzeit. Unter dem „Etikett grösserer Klarheit“ komme, so Vogtherr, „nichts anderes als die seit langem immer wieder erfolglos versuchte Einführung des Dezimalsystems bei der Zeitrechnung“ daher. Auch die europazentrische „Biel Mean Time“, die den Beginn der Beats-Zählung auf Mitternacht mitteleuropäischer Zeit legt, wurde von Vogtherr als Grund für ein wahrscheinliches Scheitern des Vorschlags genannt.